# Hôtel de Gallifet
Ne doit pas être confondu avec l'hôtel de Galliffet, à Paris.

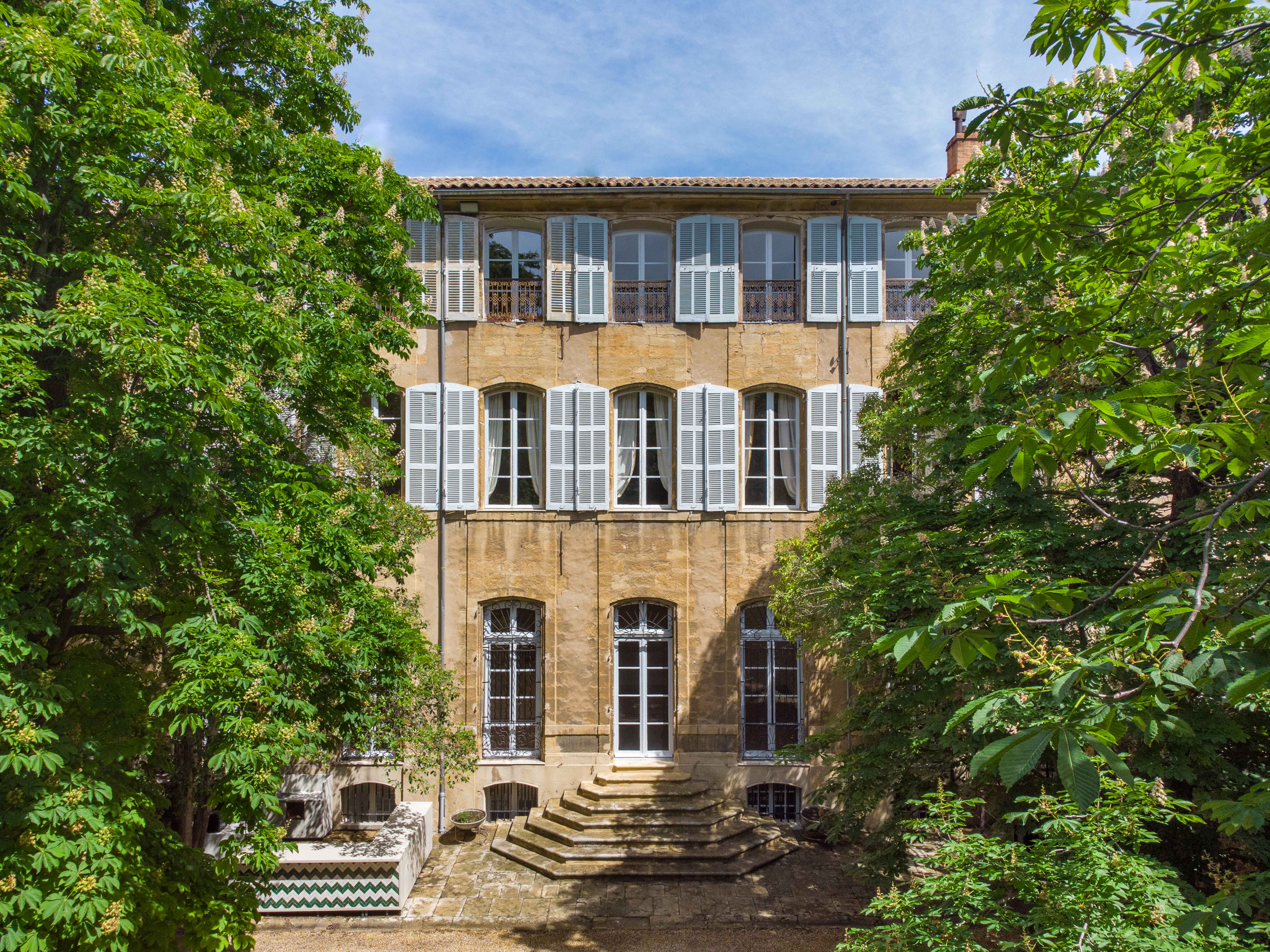

L'hôtel de Gallifet est un hôtel particulier du XVIIIe siècle situé dans le quartier Mazarin à Aix-en-Provence en France. Aujourd'hui, il accueille un centre d'art contemporain ouvert au public,.  L'entrée du centre d'art est située au 52 rue Cardinale dans le quartier Mazarin d’Aix-en-Provence. L'entrée de l'hôtel particulier est au 15 rue Goyrand.

## Historique
L'hôtel de Gallifet a été construit au début du XVIIIe siècle par Jean-Léon Leotard, seigneur d'Entrages (Alpes de Haute-Provence). Léotard confie le bâtiment à la Maison de Gallifet, une famille noble originaire du Dauphiné, dans le sud de la France, dans le cadre d'un contrat de mariage conclu entre sa petite-fille, Madeleine de Léotard d'Entrages et Simon Alexandre Jean de Galliffet, seigneur du Tholonet de 1716-1793.  Il était à la tête de la branche la plus âgée de la famille Gallifet au XVIe siècle, conseiller du roi et trésorier des cardinaux de Bourbon. 
La famille Gallifet était très influente dans le paysage local. Elle donna quatre présidents au parlement de Provence, des gouverneurs de places et un nombre considérable d'officiers sur terre et sur mer. Sa devise, qui a traversé les siècles, était ‘Bien faire et laisser braire’. Dans une ville d'art telle qu'Aix-en-Provence, cette devise fait écho aux peintres qui surent imposer des styles nouveaux incompris par leurs contemporains.  
Le couple eut un enfant en 1748, prénommé Louis François Alexandre, prince de Martigues, comte de Galliffet. L'immeuble appartint plus tard au général et marquis Gaston Alexandre Auguste, prince de Martigues, un militaire français né à Paris en 1830 qui fut ministre de la Guerre sous le gouvernement de Waldeck-Rousseau.
Au milieu du XIXe siècle, l'Hôtel de Gallifet était la résidence de la famille juive des Crémieux. Pendant la Seconde Guerre mondiale, le bâtiment était occupé par des officiers allemands. Les membres de la famille Crémieux qui vivaient alors à l'Hôtel de Gallifet furent obligés de fuir, mais furent sauvés de la déportation, avec certaines autres familles juives d'Aix-en-Provence, parce qu'ils étaient des Juifs du Pape.

## Art et culture
Après la Seconde Guerre mondiale, l'Hôtel de Gallifet devint la propriété de Maurice et Marguerite Mazet. En 2010 leur petit fils Nicolas Mazet l’ouvrit comme espace de travail pour les artistes contemporains,. Le rez-de-chaussée de l'Hôtel de Gallifet est devenu un centre d'art d'échange artistique et culturel.  Il s’agit de l’un des plus importants de plusieurs hôtels particuliers du quartier Mazarin ouverts au public en tant que centres d’art et musées, chacun axé sur un aspect spécifique de l’art et de la culture.
Tout au long de l'année, l'hôtel de Gallifet accueille des expositions d'artistes contemporains confirmés, reconnus ou émergents. Les œuvres de Carl André, de François Arnal, de Diadji Diop, de Jannis Kounellis, de Mario Merz et de Huang Yong Ping ont été présentées au cours de cinq années que ce soit dans le cadre d'expositions solo, d'expositions de groupe ou d'expositions construites autour de collections privées. Depuis 2013, des conférences, des concerts et des ateliers ont également été organisés régulièrement,.

## Le jardin
La cour de l'hôtel de Gallifet, ombragée par des troènes arborescents permet d'observer les ombres projetées sur les façades ocres de l'hôtel de Gallifet. Au siècle dernier, pour célébrer leurs dix ans de mariage, Maurice et Margueritte Mazet y ont fait construire une colonnade forte de dix piliers, évocatrice d'autant d'années de vie commune et d'amour partagé. Une fontaine trône également dans le jardin, dont le jet est émis par la bouche d'un mascaron couronné de vignes et de pampres. 
Dans la cour, une installation intitulée Nager dans le Bonheur de l'artiste sénégalais Diadji Diop présente une sculpture monumentale d'un homme rouge donnant l'illusion de nager à travers le gravier. Le personnage présente des traits multiculturels : un visage asiatique, un nez occidental, une musculature africaine. De cette appartenance à plusieurs cultures, le nageur tire sa sagesse et sa sérénité. La cour abrite entre autres des graffitis originaux. L'artiste Miss.Tic, pochoiriste, figure incontournable du street-art dès les années 70, a laissé une trace sur la porte en bois à l'entrée du jardin. Une fois ouverte cette dernière dévoile l’œuvre d'un autre artiste de la rue, Colby, coloriste, inspiré par la végétation du jardin au printemps. 

## Artistes, expositions et événements
En 2010, l'année de la création du centre d'art, l’Hôtel de Gallifet a proposé d’organiser la dernière rétrospective de Francois Arnal, intitulée Happy Days. Au cours de l'été de la même année, l'Hôtel de Gallifet a organisé une exposition de street art intitulée L’école de la rue.
En 2011, l’exposition intitulée Dolce Vita de Marcello Geppetti (en) a révélé le travail d’un des premiers paparazzis de l’histoire. Les commissaires Clément Chéroux et Sam Stourdze ont sélectionné une vingtaine de photos pour l'exposition Paparazzi du Centre Pompidou de Metz, suivies d'une exposition à la Schirn Kunsthalle de Francfort.
L'année suivante, en 2012, l'exposition estivale collective intitulée Fragile présenta des œuvres d'artistes tels que Charlotte Cochelin, Claudia Squitieri, Dan Miller, Emilie Schalck, Julien Salaud, Laura Todoran, Little K. Maifield, Maxime Chanson, Michael Dandrieux, Samon Takahashi, Thomas Geffrier et Tiphaine de Bodman.
La région Marseille-Provence fut choisie, en 2013, comme capitale européenne de la culture (MP2013). L’hôtel de Gallifet a contribué à promouvoir le thème de l’année visant à maintenir l’intégration multiculturelle en accueillant plusieurs pièces et spectacles pour le public, dont Abbotabad de Huang Yong Ping, une installation dans la cour d’une réplique d’Abbotabad envahie par les plantes. De plus, l'Hôtel de Gallifet a organisé French Kiss, une exposition sur le thème du multiculturalisme et d'un mode de vie harmonieux et intégré. L’exposition a réuni 13 artistes, dont Arik Einstein, Uri Zohar, et Pietro Ruffo. Cette même année, un événement de musique classique organisé par L’Académie des Nuits Pianistiques mettait en vedette Carlos Roqué Alsina et Frederic Aguessy. Très sensible à la musique, l’Hôtel de Gallifet organise, chaque été depuis lors un festival de musique jazz, « Arty Jazz ». 
En 2014, l'exposition L'Énergie de matériaux, Arte Povera et l'art minimal a présenté sept œuvres d'artistes tels que Carl Andre, Jannis Kounellis, Mario Merz, et Bruce Nauman, choisies dans la collection personnelle de Francis Solet. En 2015, des installations de l'artiste abstrait Arnaud Lapierre et du peintre et graveur allemand Martin Werthmann furent présentées au public dans les locaux du centre d'art.
Outre les expositions, l'Hôtel accueille régulièrement des événements ponctuels, à la journée, sur des week-ends.  Un marché de Noël et de créateurs en décembre 2017 ou bien des rencontres avec des designers. Des collaborations ont également eu lieu avec des partenaires extérieurs : en 2017, la galerie a organisé, Évolution de la photographie. 22 ans d'images, une exposition itinérante pour le Prix HSBC de la photographie.

## Expositions et événements passés
L'hôtel de Gallifet a pour vocation de promouvoir l’art comme langage universel, permettant d’interpréter le réel pour susciter un mouvement de l’esprit vers l’imaginaire, l’expérience intime, la mise en perspective critique. L’art est alors source de dialogues, de conseils et de réconfort. À l’occasion des expositions, l'Hôtel de Gallifet invite des artistes à rencontrer des sociologues, des enseignants, des philosophes, des curateurs, des écrivains, des entreprises, des collectionneurs pour parler de leur travail et de l’environnement culturel dont se nourrit leur création.
2 juillet – 31 août 2012 : Fragile, exposition collective de douze artistes, proposés par Alexandra Decraene, interrogeant au travers de leurs œuvres le concept de fragilité qui touche notre monde.
6 – 31 mars 2013 : PAPiers Poèmes. Dans le cadre du projet PAPer’Art, l'hôtel de Gallifet propose comme fil conducteur, une exploration des multiples facettes, à la fois différentes et étonnantes, de cette matière familière qu'est le papier.
2 novembre 2014 – 11 janvier 2015 : Above the surface, exposition des estampes grand format, multicolores et multitouches, de Martin Werthmann, révélant le caractère sémiotique de toute chose.
20 février – 10 mai 2015 : Double décor, exposition réunissant une sélection d’œuvres d’Éléonore False et Ana Vega, mobilisant la pluralité de leurs moyens d’expression. De la photographie au collage, du moulage à la vidéo, de la céramique à l’installation, dans une suite de paysages et d’actions illusionnistes.
28 juin – 15 septembre 2015 : Asian Spring. Exposition en partenariat avec la galerie Albert Benamou, mettant en lumière des artistes offrant un regard engagé sur les grandes mutations de leur société.
19 septembre 2015 – 30 avril 2016 : installation extérieure de Ring, œuvre optique et cinétique d'Arnaud Lapierre, dont les facettes de chaque cube nous offrent un nouveau regard sur l'héritage patrimonial du quartier Mazarin.
23 janvier – 11 juin 2016 : Toute ma liberté, exposition des œuvres de Catherine Starkman, toiles abstraites aux denses aplats de couleurs, véhiculant autant d'émotions qu'une nouvelle forme de beauté.
8 – 9 octobre 2016 : festival street art Légendes urbaines en partenariat avec l'association La rue est vers l'art. 
8 octobre 2016 – 22 mai 2017 : Les enfants du graffiti, exposition en collaboration avec La rue est vers l’art, Strip Art et David Pluskwa retraçant les origines du street art au travers d’œuvres d’artistes majeurs de la scène internationale.
27 octobre – 17 décembre 2017 : L'eau, la couleur & les songes. Exposition réunissant trois artistes d'horizons différents : un photographe, un peintre, un sculpteur, dont les œuvres dialoguent entre elles. 